# Onze-Lieve-Vrouw-Onbevlekt-Ontvangenkerk (Landsdijk)

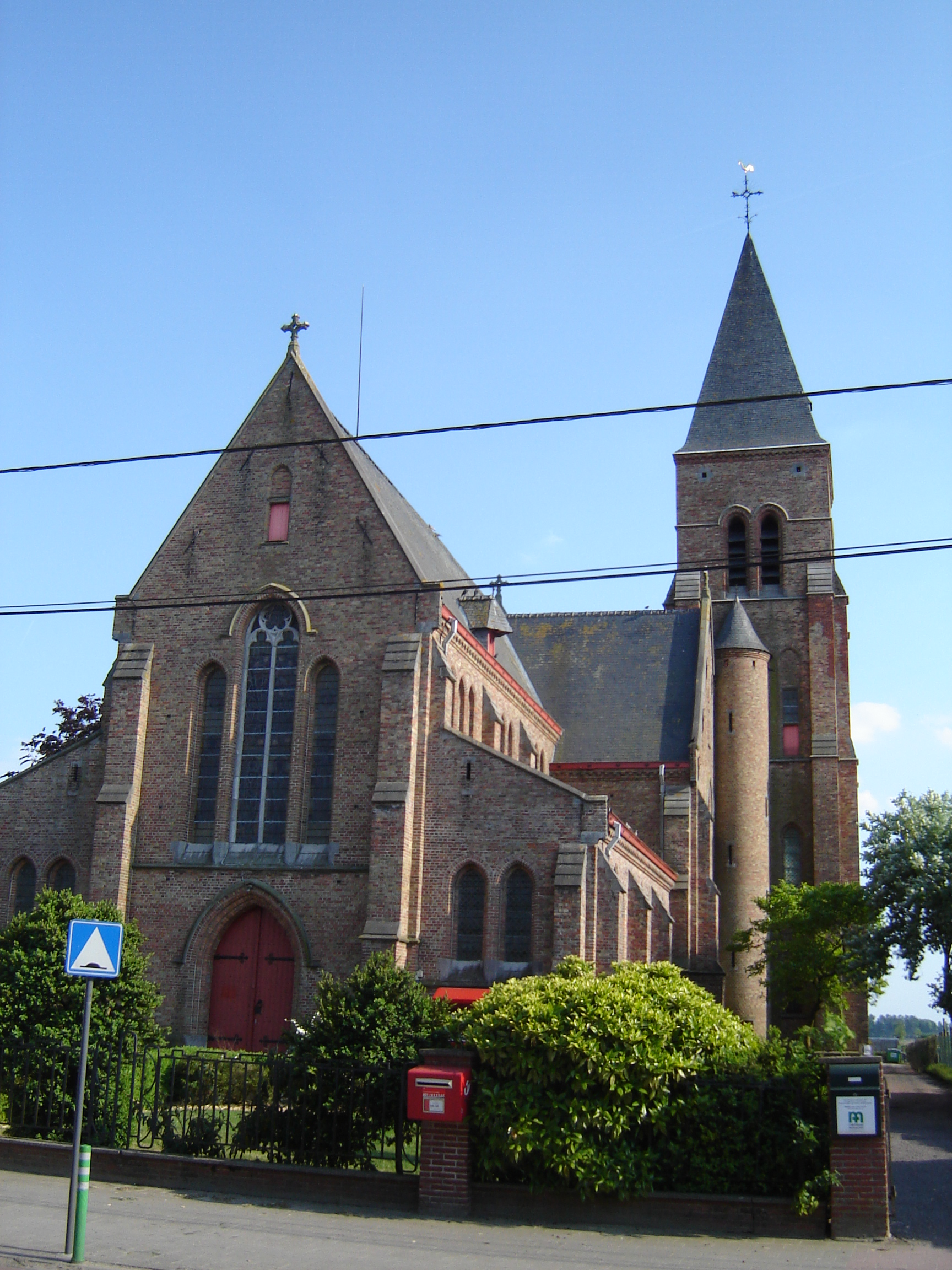
Onze-Lieve-Vrouw-Onbevlekt-Ontvangenkerk

De Onze-Lieve-Vrouw-Onbevlekt-Ontvangenkerk is de parochiekerk van de tot de Oost-Vlaamse gemeente Assenede behorende plaats Landsdijk, gelegen aan de Landsdijk.

## Geschiedenis
Landsdijk werd in 1904 een zelfstandige parochie en van 1908-1910 werd een nieuwe kerk gebouwd naar ontwerp van Henri Valcke. In 1944 leed de kerk oorlogsschade, waarbij onder meer de toren werd beschadigd. In 1955 werd de toren hersteld.

## Gebouw
Het betreft een naar het zuiden gerichte, driebeukige bakstenen kruiskerk met tegen de zuidoostelijke transeptgevel aangebouwde toren, in neogotische stijl uitgevoerd.

## Interieur
Het kerkmeubilair werd ontworpen door Albert Sinaeve-D’hondt. Het interieur is homogeen. Het huidige hoofdaltaar werd geplaatst in 1974 en is afkomstig uit het nabijgelegen klooster.